# Leucanella patagonica
Leucanella patagonica är en fjärilsart som beskrevs av Breyer 1957. Leucanella patagonica ingår i släktet Leucanella och familjen påfågelsspinnare. Inga underarter finns listade i Catalogue of Life.